# حبيل الغرباني (حالمين)

تعديل مصدري - تعديل

حبيل الغرباني هي إحدى قرى عزلة حبيل الريدة بمديرية حالمين التابعة لمحافظة لحج، بلغ تعداد سكانها 83 نسمة حسب تعداد اليمن لعام 2004.